# Podróż apostolska Jana Pawła II do Szwajcarii (1984)
22. podróż apostolska Jana Pawła II odbyła się w dniach 12–17 czerwca 1984 roku. Papież odwiedził Szwajcarię.
Pielgrzymka do Szwajcarii miała dwa główne cele ekumeniczny oraz udział w obchodach jubileuszu 1000-lecia opactwa benedyktynów w Einsiedeln.

## Przebieg pielgrzymki
Przebieg pielgrzymki był następujący:

### 12 czerwca
- powitanie na lotnisku w Zurychu przez członków Konferencji Episkopatu Szwajcarii, prezydenta Konfederacji Szwajcarskiej Leona Schlumpfa, władze kantonalne oraz gminne,
- msza dla 25.000 osób na stadionie Cornaredo w Lugano,
- wizyta w katedrze św. Wawrzyńca w Lugano,
- wspólna modlitwa oraz posiedzenie roboczne w siedzibie Światowej Rady Kościołów,
- wizyta w ośrodku ekumenicznym Patriarchatu Konstantynopolitańskiego, stworzonego przez Atenagorasa I, w Pregny-Chambésy,
- przejazd na dworzec w Versoix,
- spotkanie z klerykami w seminarium we Fryburgu,

### 13 czerwca
- wizyta w katedrze św. Mikołaja we Fryburgu,
- spotkanie z przedstawicielami męskich i żeńskich zgromadzeń zakonnych ze Szwajcarii w kościele franciszkanów konwentualnych „Cordelias”,
- spotkanie z profesorami, studentami oraz przedstawicielami świata nauki i kultury na dziedzińcu uniwersytetu we Fryburgu,
- spotkanie z profesorami wydziałów teologii w Chur, Fryburgu i Lucernie w Aula Magna Uniwersytetu we Fryburgu,
- wizyta w szpitalu kantonalnym we Fryburgu,
- msza dla 40.000 osób w parku zamku La Poya we Fryburgu,
- spotkanie z korpusem dyplomatycznym w kolegium św. Michała we Fryburgu,
- odwiedzenie grobu św. Piotra Kanizjusza,
- spotkanie ze wspólnotą Szwajcarskiej Federacji Żydowskiej,
- spotkanie z młodzieżą romańską w hali sztucznego lodowiska St. Leonard,

### 14 czerwca
- powitanie na lotnisku w Bernie przez biskupa i władze kantonalne,
- wizyta w centrum ekumenicznym w Kehrsatz,
- spotkanie z zespołem roboczym Kościołów chrześcijańskich Szwajcarii w centrum ekumenicznym w Kehrsatz,
- spotkanie z Radą Federacji Kościołów Ewangelickich Szwajcarii w centrum ekumenicznym w Kehrsatz,
- spotkanie z prezydentem Konfederacji Szwajcarskiej Leonem Schlumpfem w siedzibie Szwajcarskiej Rady Związkowej,
- spotkanie z Wiktorem Emanuelem di Savoia-Carignano i podziękowanie za ofiarowanie Całunu Turyńskiego Stolicy Apostolskiej,
- wizyta w domu św. Mikołaja z Flüe,
- msza dla 7.000 osób przed domem św. Mikołaja z Flüe,
- modlitwa przy relikwiach św. Mikołaja z Flüe w kościele parafialnym w Sachseln,
- spotkanie z wiernymi przez bazyliką opactwa benedyktynów w Einsiedeln,

### 15 czerwca
- jutrznia brewiarzowa z 98-osobową wspólnotą zakonników, 15 biskupami oraz 380 uczniami gimnazjum zakonnego w bazylice opactwa benedyktynów w Einsiedeln,
- modlitwa w Kaplicy Łaski Bożej przed figurą Czarnej Madonny z Dzieciątkiem w bazylice opactwa benedyktynów w Einsiedeln,
- spotkanie z członkami Konferencji Episkopatu Szwajcarii w sali św. Maurycego opactwa benedyktynów w Einsiedeln,
- spotkanie z 300 księżmi reprezentującymi 4000 kapłanów diecezjalnych i zakonnych w Wielkiej Sali opactwa benedyktynów w Einsiedeln,
- spotkanie z 200 osobami świeckimi, członkami rad duszpasterskich, Akcji Katolickiej oraz organizacji katolickich w Szwajcarii w Wielkiej Sali opactwa benedyktynów w Einsiedeln,
- msza dla 3.500 osób oraz konsekracja Wielkiego Ołtarza w bazylice opactwa benedyktynów w Einsiedeln,
- spotkanie z przedstawicielami dzieł misyjnych, opiekuńczych i administracji kościelnej Szwajcarii i Liechtensteinu w sali Książęcej opactwa benedyktynów w Einsiedeln,
- spotkanie z 35 delegatami katolickich stowarzyszeń młodzieżowych w sali Braci opactwa benedyktynów w Einsiedeln,
- spotkanie z młodzieżą Szwajcarii na terenech sportowych opactwa benedyktynów w Einsiedeln,

### 16 czerwca
- spotkanie z przedstawicielami środków masowego przekazu w Wielkiej Sali opactwa benedyktynów w Einsiedeln,
- wizyta w regionalnym szpitalu w Einsiedeln,
- wizyta w domu Wagnera nad Jeziorem Czterech Kantonów,
- spotkanie z 15.000 emigrantów w Lucernie,
- msza dla 50.000 osób na stadionie Allmend w Lucernie,
- powitanie na lotnisku w Sionie przez biskupa i władze kantonu Valais,

### 17 czerwca
- msza dla 60.000 osób na lotnisku turystycznym w Sionie,
- spotkanie z Polakami,
- poświęcenie sztandaru Związku Narciarzy w siedzibie biskupa Sionu,
- wizyta w katedrze Notre-Dame du Glarier w Sionie,
- pożegnanie na lotnisku w Sionie.